# Mackenzie (Familienname)
Mackenzie oder MacKenzie oder McKenzie (irisch/schottisch Sohn des Kenneth) ist der Familienname folgender Personen:

### A
- Æneas MacKenzie (1889–1962), britischer Drehbuchautor
- Aaron MacKenzie (* 1981), kanadischer Eishockeyspieler
- Alastair Mackenzie (* 1970), britischer Schauspieler und Drehbuchautor schottischer Herkunft
- Alexander MacKenzie (Entdecker) (1764–1820), britischer Entdecker und Autor
- Alexander Mackenzie (General) (1844–1921), US-amerikanischer Generalmajor
- Alexander Mackenzie (Politiker) (1822–1892), kanadischer Politiker
- Alexander Mackenzie (Komponist) (1847–1935), schottischer Komponist und Dirigent
- Alexander Mackenzie Stuart, Baron Mackenzie-Stuart (1924–2000), schottischer Jurist
- Alexander Marshall Mackenzie (1848–1933), schottischer Architekt
- Alexander Slidell Mackenzie (1803–1848), US-amerikanischer Marineoffizier und Autor
- Alick McKenzie, schottischer Fußballspieler
- Alistair McKenzie (1930–1970), schottischer Fußballschiedsrichter
- Alister MacKenzie (1870–1934), schottischer Golfarchitekt
- Amanda McKenzie (* 1981), australische Triathletin, siehe Amanda Balding
- Andrew MacKenzie (Schriftsteller) (1911–2001), neuseeländischer Journalist und Schriftsteller
- Andrew Mackenzie (Manager) (* 1956), britischer Industriemanager
- Andrew Peter Mackenzie (* 1964), britischer Physiker
- Andrew McKenzie (Mediziner) (1887–1951), US-amerikanischer Arzt
- Andrew McKenzie (Parteifunktionär), neuseeländischer Parteifunktionär (Alliance)
- Andrew McKenzie (Bischof) (* 1964), schottischer Geistlicher, Bischof von Dunkeld
- Alexander McKenzie (1869–1951), schottischer Chemiker
- Arthur McKenzie (* 1939), britischer Diskuswerfer
- Ashley McKenzie (* 1989), britischer Judoka
- Austin McKenzie (* 1993), australischer Eishockeyspieler

### B
- Benjamin McKenzie (* 1978), US-amerikanischer Schauspieler
- Beth McKenzie (* 1980), US-amerikanische Triathletin
- Billy MacKenzie (1957–1997), schottischer Sänger
- Bret McKenzie (* 1976), neuseeländischer Schauspieler, Musiker und Komiker
- Brian Mackenzie, Baron Mackenzie of Framwellgate (* 1943), britischer Politiker (Labour Party)
- Bruce McKenzie (1919–1978), kenianischer Politiker

### C
- Cameron McKenzie-McHarg (* 1980), australischer Ruderer
- Cara McKenzie (* 1999), US-amerikanische Volleyballspielerin
- Catriona McKenzie, australische Regisseurin, Drehbuchautorin und Produzentin
- Charles E. McKenzie (1896–1956), US-amerikanischer Politiker
- Charles Frederick Mackenzie (1825–1862), britischer Geistlicher
- Colin McKenzie (Schauspieler) (1901–1983), britischer Schauspieler
- Colin McKenzie (Tennisspieler), australischer Tennisspieler
- Colin McKenzie (Speerwerfer) (* 1964), britischer Speerwerfer
- Colin McKenzie (Rugbyspieler) (* 1964), kanadischer Rugby-Union-Spieler
- Compton Mackenzie (1883–1972), schottischer Schriftsteller
- Curtis McKenzie (* 1991), kanadischer Eishockeyspieler

### D
- Dan McKenzie (* 1942), britischer Geophysiker
- Dana McKenzie, US-amerikanischer NFL-Schiedsrichter
- Daniel McKenzie (* 1988), britischer Rennfahrer
- Dave McKenzie (Marathonläufer) (* 1943), neuseeländischer Marathonläufer
- Dave McKenzie (Hammerwerfer) (* 1949), US-amerikanischer Hammerwerfer
- David Mackenzie (* 1966), britischer Filmregisseur
- David McKenzie (Fechter) (1936–1981), australischer Fechter
- David McKenzie (Leichtathlet) (* 1970), britischer Sprinter
- David McKenzie (Radsportler) (* 1974), australischer Radrennfahrer
- David Neil MacKenzie (1926–2001), britischer Linguist und Iranist
- Debbie Ferguson-McKenzie (* 1976), bahamaische Sprinterin
- Derek MacKenzie (* 1981), kanadischer Eishockeyspieler
- Don McKenzie (Curler) (* 1957), kanadischer Curler
- Donald McKenzie (Entdecker) (1783–1851), schottisch-kanadischer Entdecker und Gouverneur der Red-River-Kolonie
- Donald Mackenzie, Lord Mackenzie (1818–1875), schottischer Richter
- Donald MacKenzie (1874–1925), kanadischer Ruderer
- Donald McKenzie (Schwimmer) (1947–2008), US-amerikanischer Schwimmer
- Donald Mackenzie-Kennedy (1889–1965), britischer Kolonialbeamter, Gouverneur von Njassaland
- Donald Alexander Mackenzie (1873–1936), schottischer Journalist und Autor
- Donald Angus MacKenzie (* 1950), britischer Soziologe
- Donnie McKenzie (* 1960), britischer Fechter
- Dorothy McKenzie, Geburtsname von Dorothy Walton (1909–1981), kanadische Badmintonspielerin
- Duke McKenzie (* 1963), britischer Boxer
- Duncan McKenzie (Fußballspieler, 1912) (1912–1987), schottischer Fußballspieler
- Duncan McKenzie (Fußballspieler, 1950) (* 1950), englischer Fußballspieler
- Duncan Mackenzie (1861–1934), schottischer Archäologe

### E
- Eleanor McKenzie (* 1931), kanadische Sprinterin
- Emma Mackenzie (auch: McKenzie, 1809–1895), Ehename von Emma Landseer, britische Malerin
- Eric Francis MacKenzie (1893–1969), US-amerikanischer Geistlicher, Weihbischof in Boston
- Ewen McKenzie (* 1965), australischer Rugbyspieler und -trainer

### F
- Farrah Mackenzie (* 2005), US-amerikanische Schauspielerin
- Father McKenzie, fiktionaler Pfarrer in Eleanor Rigby
- Fay McKenzie (1918–2019), US-amerikanische Schauspielerin

### G
- Gary MacKenzie (* 1985), schottischer Fußballspieler
- George Mackenzie, 2. Earl of Seaforth († 1651), schottischer Peer und Politiker
- George Mackenzie, 1. Earl of Cromartie (1630–1714), schottischer Peer und Politiker
- George Mackenzie of Rosehaugh (1636–1691), schottischer Anwalt
- George Mackenzie, 3. Earl of Cromartie (um 1703–1766), schottischer Peer und Jakobit
- George Mackenzie (Admiral) († 1780), britischer Admiral
- George Mackenzie, 7. Baronet (1780–1848), schottischer Geologe, Chemiker und Reiseschriftsteller
- George MacKenzie (Ringer) (1888–1957), britischer Ringer
- George Henry Mackenzie (1837–1891), schottisch-US-amerikanischer Schachspieler
- George McKenzie (1900–1941), britischer Boxer
- George McKenzie (1900–1941), britischer Boxer
- Gisele MacKenzie (1927–2003), kanadisch-amerikanische Schauspielerin und Sängerin
- Gladys Mackenzie (1903–1987), britische Physikerin
- Gordon McKenzie (1927–2013), US-amerikanischer Langstreckenläufer
- Grace McKenzie (1903–1988), britische Freistil-Schwimmerin
- Gus McKenzie (* 1954), britischer Leichtathlet und Bobsportler

### H
- Hamish McKenzie (* 2004), australischer Radrennfahrer
- Hector MacKenzie, Baron MacKenzie of Culkein (* 1940), britischer Krankenpfleger und Gewerkschaftsfunktionär
- Hector Mackenzie (Radsportler) (1932–2020), schottischer Radrennfahrer
- Henrietta Catherine McKenzie (1908–1970), neuseeländische Malerin, siehe Rita Angus
- Henry Mackenzie (1745–1831), schottischer Schriftsteller

### I
- Iain McKenzie (* 1959), schottischer Politiker
- Ian Mackenzie (Politiker) (1890–1949), kanadischer Politiker
- Ian MacKenzie (Schwimmer) (* 1953), kanadischer Schwimmer
- Ian MacKenzie (Schriftsteller) (* 1982), US-amerikanischer Schriftsteller

### J
- J. C. MacKenzie (* 1970), kanadischer Schauspieler
- Jack MacKenzie (* 2000), schottischer Fußballspieler
- Jack McKenzie (* 1930), kanadischer Eishockeyspieler
- Jacqueline McKenzie (* 1967), australische Schauspielerin
- James Mackenzie (Mediziner) (1853–1925), britischer Kardiologe
- James MacKenzie, eigentlicher Name von Kenzie (Rapper) (* 1986), britischer Rapper, DJ und Schauspieler
- James Stuart Mackenzie (1719–1800), britischer Politiker
- James Stuart-Wortley-Mackenzie (1747–1818), britischer Politiker
- James Wemyss Mackenzie, 5. Baronet (1770–1843),  schottischer Adliger und Politiker
- James McKenzie (Boxer) (Jim McKenzie; 1903–1931), britischer Boxer
- James A. McKenzie (1840–1904), US-amerikanischer Politiker
- Jamie Mackenzie (* 1989), kanadischer Rugby-Union-Spieler
- Jasper MacKenzie (* 1992), kanadischer Biathlet
- Jemma McKenzie-Brown (* 1994), britische Schauspielerin
- Jeremy Mackenzie (* 1941), britischer General
- Jim McKenzie (James P. McKenzie; * 1969), kanadischer Eishockeyspieler
- John Mackenzie (Missionar) (1835–1899), schottischer christlicher Missionar in Südafrika
- John Mackenzie (Segler) (1876–1949), schottischer Segler
- John Mackenzie (1925–2017), schottischer Fußballspieler, siehe Johnny MacKenzie
- John Mackenzie (Regisseur) (1928–2011), britischer Regisseur
- John Charles MacKenzie (* 1970), kanadischer Schauspieler, siehe J. C. MacKenzie
- John Joseph Mackenzie (1865–1922), kanadischer Pathologe und Bakteriologe
- John M. MacKenzie (* 1943), britischer Historiker
- John Stuart Mackenzie (1860–1935), britischer Philosoph
- John McKenzie (Politiker) (1737/1738–1771), US-amerikanischer Politiker
- John McKenzie (Ringer) (John Percival McKenzie; 1885–1963), britischer Ringer
- John McKenzie (Eishockeyspieler) (John Albert McKenzie; 1937–2018), kanadischer Eishockeyspieler
- John McKenzie (Musiker) (1955–2020), britischer Bassist
- John C. McKenzie (1860–1941), US-amerikanischer Politiker
- Joyce MacKenzie (1925–2021), US-amerikanische Schauspielerin
- Judith McKenzie (1942–2023), US-amerikanische Geologin
- Julia McKenzie (* 1941), englische Schauspielerin

### K
- Kai McKenzie-Lyle (* 1997), guyanischer Fußballtorhüter
- Kareem McKenzie (* 1979), US-amerikanischer American-Football-Spieler
- Kenneth Mackenzie, 1. Lord Mackenzie of Kintail (um 1569–1611), schottischer Adliger und Politiker
- Kenneth Mackenzie, 3. Earl of Seaforth (1635–1678), schottischer Adliger und Clan Chief
- Kenneth Mackenzie, 3. Baronet (um 1658–1728), schottischer Politiker
- Kenneth Mackenzie, 4. Earl of Seaforth (1661–1701), schottischer Adliger und Clan Chief
- Kenneth Mackenzie, Lord Fortrose (1717–1761),  britischer Politiker
- Kenneth Mackenzie, 1. Earl of Seaforth (1744–1781), britischer Adliger und Politiker
- Kenneth Mackenzie (1754–1833), britischer General, siehe Kenneth Douglas, 1. Baronet
- Kenneth Mackenzie, 6. Baronet (1832–1900), britischer Diplomat
- Kenneth Mackenzie (Bischof, 1863) (1863–1945), britischer Bischof von Argyll and the Isles
- Kenneth Mackenzie (Bischof, 1876) (1876–1966), britischer Bischof von Brechin
- Kenneth Mackenzie (Schriftsteller) (1913–1955), australischer Schriftsteller und Poet
- Kenneth D. Mackenzie (* 1937), US-amerikanischer Wirtschaftstheoretiker
- Kenneth Kent Mackenzie (1877–1934), britischer Jurist und Botaniker
- Kenneth Muir Mackenzie, 1. Baron Muir Mackenzie (1845–1930), britischer Adliger und Politiker
- Kenneth N. MacKenzie (1897–1951), britischer Offizier und Seefahrer
- Kenneth Robert Henderson Mackenzie (1833–1886), britischer Übersetzer und Gelehrter
- Kenneth Ross MacKenzie (1912–2002), US-amerikanischer Physiker
- Kenneth W. MacKenzie (1862–1929), kanadischer Politiker
- Kenneth McKenzie (1870–1949), US-amerikanischer Romanist und Italianist
- Kevin McKenzie (* 1954), US-amerikanischer Tänzer und Choreograf
- Kylie McKenzie (* 1999), US-amerikanische Tennisspielerin

### L
- Lewis MacKenzie (* 1940), kanadischer Militär
- Lewis McKenzie (1810–1895), US-amerikanischer Politiker
- Linda Mackenzie (* 1983), australische Schwimmerin
- Linsey Dawn McKenzie (* 1978), britisches Erotikmodel und Pornodarstellerin
- Lionel Wilfred McKenzie (1919–2010), US-amerikanischer Ökonom
- Louis G. MacKenzie, Filmtechniker
- Louise McKenzie (Skilangläuferin) (* 1964), britische Skilangläuferin
- Louise McKenzie (Badminton) (* 1983), australische Badmintonspielerin
- Luke Jarrod McKenzie (* 1981), australischer Triathlet

### M
- Marion Mackenzie (1873–1951), englisch-britische Ärztin und Suffragette
- Mark McKenzie (Komponist) (* 1957), US-amerikanischer Komponist
- Mark McKenzie (Fußballspieler) (* 1999), US-amerikanischer Fußballspieler
- Matt McKenzie, US-amerikanischer Schauspieler und Sound Designer
- Michael MacKenzie (* 1983), namibischer Rugby-Union-Spieler
- Mike MacKenzie (Politiker) (* 1958), schottischer Politiker
- Mike McKenzie (* 1976), US-amerikanischer American-Football-Spieler
- Mike McKenzie (Eishockeyspieler) (* 1986), kanadischer Eishockeyspieler
- Millicent Mackenzie (1863–1942), englisch-britische Pädagogin, Politikerin und Frauenwahlrechtsaktivistin
- Morell Mackenzie (1837–1892), englischer Mediziner und Kehlkopfspezialist

### N
- Niall Mackenzie (* 1961), britischer Motorradrennfahrer
- Nick MacKenzie (* 1950), niederländischer Sänger
- Nigel Mackenzie († 2015), britischer Lebensmitteltechniker und Erfinder
- Norman MacKenzie (1921–2013), britischer Erziehungswissenschaftler

### O
- Oceana Mackenzie (* 2002), australische Sportkletterin

### P
- Parker McKenzie (1897–1999), US-amerikanischer Sprachwissenschaftler
- Paul McKenzie (* 1959), schottisch-kanadischer Sänger
- Paula McKenzie (* 1970), kanadische Bobfahrerin
- Peter McKenzie (Schauspieler) (1943–2023), neuseeländischer Schauspieler
- Peter McKenzie (Schachspieler) (* 1966), neuseeländischer Schachspieler
- Phil Mackenzie (* 1987), kanadischer Rugby-Union-Spieler
- Philip Charles MacKenzie (* 1946), US-amerikanischer Schauspieler und Regisseur

### Q
- Queenie McKenzie (1930–1998), australische Malerin, Aborigine

### R
- Ranald Slidell MacKenzie (1840–1889), US-amerikanischer Brigadegeneral
- Ralph McKenzie (* 1941), US-amerikanischer Mathematiker
- Red McKenzie (1899–1948), US-amerikanischer Musiker
- Robert Mackenzie (Politiker) (1811–1873), australischer Politiker
- Robert Mackenzie (Tontechniker), australischer Tonmeister
- Roderick Andrew Francis MacKenzie (1911–1994), kanadischer Exeget
- Roderick Duncan McKenzie (1885–1940), kanadischer Soziologe
- Rory McKenzie (* 1993), schottischer Fußballspieler
- Ross MacKenzie (1946–2002), kanadischer Sprinter
- Roy McKenzie (1922–2007), neuseeländischer Pferdezüchter und Rennfahrer
- Ryan Mackenzie (* 1982), US-amerikanischer Politiker

### S
- Sally McKenzie (* 1955), australische Schauspielerin
- Sarah McKenzie (* 1987), australische Jazzmusikerin
- Scott MacKenzie (* 1980), schottischer Snookerspieler
- Scott McKenzie (1939–2012), US-amerikanischer Sänger
- Sharon McKenzie, US-amerikanische Eiskunstläuferin
- Shauna McKenzie (* um 1983), jamaikanische Reggae-Sängerin, siehe Etana (Musikerin)
- Sloan MacKenzie (* 2002), kanadische Kanutin
- Sophie MacKenzie (* 1992), neuseeländische Ruderin
- Stuart MacKenzie (1937–2020), australischer Ruderer

### T
- Talitha MacKenzie, US-amerikanische Sängerin und Musikethnologistin
- Tarran Mackenzie (* 1995), britischer Motorradrennfahrer
- Thomas MacKenzie (1740–1786), schottorussischer Admiral
- Thomas Mackenzie (1854–1930), neuseeländischer Premierminister
- Thomas Mackenzie (Politiker, 1789) (1789–1822), schottischer Politiker
- Thomas Mackenzie (Politiker, 1793) (1793–1856), schottischer Politiker
- Thomas Mackenzie, Lord Mackenzie (1807–1869), schottischer Jurist
- Thomas Mackenzie (Architekt) (1814–1854), schottischer Architekt
- Thomas Mackenzie (Politiker, 1854) (1854–1934), australischer Politiker
- Thomasin McKenzie (* 2000), neuseeländische Schauspielerin
- Timothy Lee McKenzie, eigentlicher Name von Labrinth (* 1989), britischer Grime-Sänger und Rapper

### V
- Van McKenzie († 2007), US-amerikanischer Journalist
- Vashti Murphy McKenzie (* 1947), US-amerikanische Bischöfin
- Vernon McKenzie (1887–1963), kanadischer Journalist und Hochschullehrer
- Violet McKenzie (1890–1982), australische Unternehmerin und Elektroingenieurin

### W
- Warren MacKenzie (1924–2018), US-amerikanischer Keramiker
- Will Mackenzie (William Mackenzie; * 1938), US-amerikanischer Fernsehregisseur und Schauspieler
- William Mackenzie (Unternehmer) (1794–1851), britischer Bauingenieur und -unternehmer
- William Mackenzie, 1. Baron Amulree (1860–1942), britischer Jurist, Politiker und Peer
- William Lyon Mackenzie (1795–1861), kanadisch-schottischer Politiker
- William McKenzie (Rugbyspieler) (Offside Mac; 1871–1943), neuseeländischer Rugby-Union-Spieler
- William McKenzie (Journalist), US-amerikanischer Journalist und Herausgeber
- William McKenzie (Segler) (* 1997), neuseeländischer Segler
- William McKenzie, Baron McKenzie of Luton (1946–2021), britischer Politiker (Labour Party)

### Z
- Zarah McKenzie (* 1981), deutsche Schauspielerin